# Helvibis brasiliana
Helvibis brasiliana là một loài nhện trong họ Theridiidae.
Loài này thuộc chi Helvibis. Helvibis brasiliana được Eugen von Keyserling miêu tả năm 1884.